# Aerenea brunnea
Aerenea brunnea là một loài bọ cánh cứng trong họ Cerambycidae.